# Tarāna
Tarāna är en ort i Indien.   Den ligger i distriktet Ujjain och delstaten Madhya Pradesh, i den centrala delen av landet, 600 km söder om huvudstaden New Delhi. Tarāna ligger 501 meter över havet och antalet invånare är 22 773.
Terrängen runt Tarāna är platt, och sluttar västerut. Runt Tarāna är det ganska tätbefolkat, med 214 invånare per kvadratkilometer. Tarāna är det största samhället i trakten. Trakten runt Tarāna består till största delen av jordbruksmark.